# Campeonato Mundial de Patinação Artística no Gelo de 1913
O Campeonato Mundial de Patinação Artística no Gelo de 1913 foi a décima oitava edição do Campeonato Mundial de Patinação Artística no Gelo, um evento anual de patinação artística no gelo organizado pela União Internacional de Patinação (em inglês:  International Skating Union) onde os patinadores artísticos competem pelo título de campeão mundial. Nesta edição a competição individual masculina foi disputada entre no dia 23 de fevereiro na cidade de Viena, Áustria; e as competições individual feminina e de duplas foi disputada entre os dias 10 de fevereiro e 11 de fevereiro na cidade de Estocolmo, Suécia.

## Eventos
- Individual masculino
- Individual feminino
- Duplas

## Medalhistas
| Evento                        | Ouro                                       | Prata                                                    | Bronze                                    |
| Individual masculino detalhes | Fritz Kachler · Áustria                    | Willy Böckl · Áustria                                    | Andor Szende · Hungria                    |
| Individual feminino detalhes  | Opika von Méray Horváth · Hungria          | Phyllis Johnson · Reino Unido                            | Svea Norén · Suécia                       |
| Duplas detalhes               | Helene Engelmann · Karl Mejstrik · Áustria | Ludowika Jakobsson-Eilers · Walter Jakobsson · Finlândia | Christa von Szabo · Leo Horwitz · Áustria |

## Resultados

### Individual masculino
| Pos.              | Nome              | Nacionalidade | Pontos |
| ----------------- | ----------------- | ------------- | ------ |
| Medalha de ouro   | Fritz Kachler     | Áustria       | 5      |
| Medalha de prata  | Willy Böckl       | Áustria       | 13     |
| Medalha de bronze | Andor Szende      | Hungria       | 16     |
| 4                 | Ivan Malinin      | Rússia        | 22     |
| 5                 | Ernst Oppacher    | Áustria       | 23     |
| 6                 | Harald Rooth      | Suécia        | 28     |
| 7                 | Werner Rittberger | Alemanha      | 31     |
| 8                 | Paul Metzner      | Alemanha      | 40     |

### Individual feminino
| Pos.              | Nome                    | Nacionalidade | Pontos |
| ----------------- | ----------------------- | ------------- | ------ |
| Medalha de ouro   | Opika von Méray Horváth | Hungria       | 5      |
| Medalha de prata  | Phyllis Johnson         | Reino Unido   | 17     |
| Medalha de bronze | Svea Norén              | Suécia        | 17     |
| 4                 | Grete Strasilla         | Alemanha      | 21     |
| 5                 | Anna Lisa Allardt       | Finlândia     | 20     |
| 6                 | Magda Mauroy            | Suécia        | 28     |
| 7                 | Thea Frenssen           | Alemanha      | 32     |
| 8                 | Ursula Blackwood        | Reino Unido   | 40     |

### Duplas
| Pos.              | Nome                                         | Nacionalidade | Pontos |
| ----------------- | -------------------------------------------- | ------------- | ------ |
| Medalha de ouro   | Helene Engelmann / Karl Mejstrik             | Áustria       | 9      |
| Medalha de prata  | Ludowika Jakobsson-Eilers / Walter Jakobsson | Finlândia     | 9.5    |
| Medalha de bronze | Christa von Szabo / Leo Horwitz              | Áustria       | 11.5   |
| 4                 | Alexia Bryn-Schøien / Yngvar Bryn            | Noruega       | 23     |
| 5                 | Elly Svensson / Per Thorén                   | Suécia        | 24.5   |
| 6                 | Helfrid Palm / Agard Palm                    | Suécia        | 30     |
| 7                 | Mrs. Arthur Cadogan / Arthur Cumming         | Reino Unido   | 32.5   |

## Quadro de medalhas
| Ordem | País        | Medalha de ouro | Medalha de prata | Medalha de bronze |   | Ordem por total |
| ----- | ----------- | --------------- | ---------------- | ----------------- | - | --------------- |
| 1     | Áustria     | 2               | 1                | 1                 | 4 | 1               |
| 2     | Hungria     | 1               |                  | 1                 | 2 | 2               |
| 3     | Finlândia   |                 | 1                |                   | 1 | 3               |
| 3     | Reino Unido |                 | 1                |                   | 1 | 3               |
| 5     | Suécia      |                 |                  | 1                 | 1 | 3               |
| TOTAL | TOTAL       | 3               | 3                | 3                 | 9 | —               |